# My Country My Country
My Country, My Country è un documentario del 2006 diretto da Laura Poitras candidato al premio Oscar al miglior documentario.